# Diecezja kielecka
Diecezja kielecka (łac. Dioecesis Kielcensis) – jedna z 4 diecezji obrządku łacińskiego w metropolii krakowskiej w Polsce. Ustanowiona 13 czerwca 1805 przez Piusa VII po zlikwidowaniu diecezji tarnowskiej. Została zniesiona przez tego samego papieża 30 czerwca 1818 równocześnie z powołaniem diecezji sandomierskiej. Reaktywowana przez papieża Leona XIII 28 grudnia 1882. Ostatnie zmiany terytorialne wprowadził papież Jan Paweł II 25 marca 1992.

## Historia
W okresie przedrozbiorowym terytorium dzisiejszej diecezji kieleckiej znajdowało się w granicach diecezji krakowskiej i archidiecezji gnieźnieńskiej. Od późnego średniowiecza istniały na tym obszarze prepozytury: kielecka i wiślicka oraz archidiakonat kurzelowski. Prepozytura kielecka od zachodu graniczyła z archidiecezją gnieźnieńską, od północy z archidiakonatem radomskim, od południa z prepozyturą wiślicką, zaś od wschodu z archidiakonatami lubelskim, zawichojskim i sandomierskim. Wiślicka prepozytura obejmowała swymi granicami tereny po obu stronach Wisły, przecinającej obszar prepozytury na dwie części – lewobrzeżną i prawobrzeżną.
Część lewobrzeżna sięgała po dolny i środkowy bieg Nidzicy aż po Działoszyce i Skalbmierz. Położoną na południe od Wisły część prepozytury ograniczała od wschodu Puszcza Sandomierska, ciągnąca się między Wisłoką i Sanem. Od strony południowo-wschodniej i południowej granica prepozytury wiślickiej pokrywała się z granicami biskupstwa krakowskiego. Od zachodu prepozytura wiślicka graniczyła z archidiakonatem krakowskim. Archidiakonat kurzelowski był położony w południowo-wschodniej części archidiecezji gnieźnieńskiej.
Od zachodu przez rzekę Pilicę graniczył z archidiakonatem łęczyckim i uniejowskim, od północy z archidiakonatem łowickim i mazowiecką dzielnicą biskupstwa poznańskiego, zaś od południa i południowego wschodu z diecezją krakowską. Archidiakoni i prepozyci (sprawujący władzę archidiakońską) pełnili funkcje administracyjne z ramienia biskupa i byli bezpośrednimi zwierzchnikami dziekanów.
Okres zaborów
Po rozbiorach Rzeczypospolitej następowały częste zmiany granic politycznych, które pociągały za sobą reorganizację terytorialną Kościoła. Na przełomie XVIII i XIX wieku dokonana została reorganizacja terytorialna Kościoła katolickiego w zaborze austriackim. Miała ona na celu dostosowanie organizacji kościelnej do nowych granic politycznych. Jej wynikiem było zniesienie diecezji tarnowskiej i przeniesienie siedziby biskupstwa z Tarnowa do Kielc. Papież Pius VII bullą Indefessum personarum wydaną 13 czerwca 1805 powołał do istnienia diecezję kielecką. Dla jej potrzeb Franciszek II Habsburg cesarz Austrii 6 lutego 1806 przekazał będący własnością skarbu państwa pałac w Kielcach. Faktyczne jednak ukonstytuowanie nowej diecezji z siedzibą biskupa w Kielcach miało miejsce dopiero 30 września 1807. W tym bowiem dniu arcybiskup lwowski Kajetan Ignacy Kicki ogłosił bullę papieską w kościele kolegiackim w Kielcach, wynosząc go jednocześnie do godności katedry. Biskupstwo kieleckie zostało utworzone z terenów, które bulla papieska Indefessum personarum wydzieliła z diecezji krakowskiej, chełmskiej i archidiecezji gnieźnieńskiej. W granicach nowo utworzonej diecezji kieleckiej znalazły się obszary położone między Kurzelowem i Skalbmierzem na zachodzie aż po Sandomierz i Chodel na wschodzie.
Czasy Księstwa Warszawskiego
W okresie porozbiorowym zanikły duże jednostki administracji kościelnej z epoki staropolskiej: archidiakonaty i prepozytury, natomiast funkcjonowały nadal dekanaty. Zgodnie z żądaniem władz austriackich biskup kielecki Wojciech Jan Górski w latach 1808-1809 dostosował organizację dekanalną do państwowej organizacji administracyjnej. Po ostatecznym ustaleniu organizacji dekanalnej diecezja kielecka liczyła 23 dekanaty. Zorganizowane w ten sposób biskupstwo kieleckie przetrwało do 1818. Przed 1809 jego obszar należał do zaboru austriackiego. W wyniku zwycięskiej wojny, jaką w 1809 Księstwo Warszawskie stoczyło z Austrią, tereny diecezji kieleckiej zostały włączone do Księstwa Warszawskiego, zaś po kongresie wiedeńskim (1815) biskupstwo kieleckie znalazło się w całości na obszarze utworzonego wówczas Królestwa Polskiego.
Królestwo Polskie
Ponieważ granice Królestwa Polskiego nie pokrywały się z granicami większości diecezji, uregulowanie organizacji kościelnej w tej dzielnicy kraju było sprawą nie cierpiącą zwłoki. Papież Pius VII bullą "Ex imposita nobis" z 30 czerwca 1818 – regulującą organizacji kościelną w Królestwie Polskim – zniósł biskupstwo kieleckie, przenosząc siedzibę biskupią z Kielc do Sandomierza. Terytorium diecezji kieleckiej zostało wówczas podzielone i włączone do trzech sąsiednich diecezji: krakowskiej, lubelskiej i nowo utworzonej sandomierskiej.
Mocą bulli papieskiej Ex imposita nobis część zniesionej diecezji kieleckiej (wraz z Kielcami) została oddana pod jurysdykcję biskupstwa krakowskiego. W 1818 biskup krakowski przyjął pod swój zarząd siedem dekanatów byłej diecezji kieleckiej: chęciński, kielecki, kijski, kurzelowski, opatowiecki, pacanowski i sokoliński. W 1819 biskup Jan Paweł Woronicz w porozumieniu z władzami państwowymi polecił dokonać nowego podziału dekanatów w części diecezji krakowskiej znajdującej się w Królestwie Polskim. Po dokonanej reorganizacji dekanalnej diecezja krakowska w Królestwie Polskim dzieliła się na 18 dekanatów: kielecki; jędrzejowski, dzierzgowski, kurzelowski – w obwodzie kieleckim; olkuski; lelowski, pilicki, skałecki, siewierski – w obwodzie olkuskim; miechowski, opatowiecki, proszowicki, skalbmierski, wawrzeńczycki, książnicki – w obwodzie miechowskim; stopnicki, szydłowski i wiślicki – w obwodzie stopnickim. Taka organizacja dekanalna diecezji krakowskiej w Królestwie Polskim przetrwała bez zmian najbliższe dziesięciolecia.
Po powstaniu listopadowym cesarz Mikołaj I Romanow – w ramach represji popowstaniowych – pozbawił biskupa krakowskiego Karola Skórkowkiego wykonywania jurysdykcji kościelnej na terenie Królestwa Polskiego. 1833 został mianowany w Kielcach przez władze rosyjskie odrębny administrator (ks. A. Paszkowicz), któremu nuncjusz wiedeński udzielił w 1834 jurysdykcji kościelnej. Ukaz carski z 22 marca 1842 wprowadził nazwę diecezja kielecko-krakowska w odniesieniu do części diecezji krakowskiej położonej na terenie Królestwa Polskiego. Ta nazwa używana była również w dokumentach kościelnych. W 1849
nuncjusz wiedeński mianował w Kielcach administratora apostolskiego (ks. M. Majerczaka).
W Kraju Przywiślańskim
Po powstaniu styczniowym władze rosyjskie nakazały (w 1865), aby granice dekanatów pokrywały się z granicami powiatów. Diecezja kielecko-krakowska została wtedy podzielona na osiem dekanatów: Będzin, Jędrzejów, Kielce, Miechów, Olkusz, Pińczów, Stopnica, Włoszczowa. Dzięki staraniom administratorów apostolskich – najpierw Majerczaka, a następnie Kulińskiego – doszło do ponownej erekcji diecezji kieleckiej. Stało się to na mocy bulli papieża Leona XIII "Ut primum catholicae Ecclesiae" (z 22 grudnia 1882), która została ogłoszona w Kielcach 15 czerwca 1883 przez biskupa sandomierskiego Antoniego Franciszka Sotkiewicza. Diecezja kielecka liczyła wówczas osiem dekanatów, które od 1865 znajdowały się w granicach diecezji kielecko-krakowskiej. Na obszarze nowo utworzonej diecezji kieleckiej funkcjonowało 229 parafii, 16 filii i 110 kaplic publicznych. W 1911 biskup kielecki Augustyn Łosiński ustanowił 17 wicedekanatów, które w świetle ówczesnego prawa państwowego nie miały uprawnień dekanalnych.
II Rzeczpospolita
W odrodzonej Polsce nastąpiły dalsze zmiany w kościelnych strukturach organizacyjnych. Bp Augustyn Łosiński w 1918 powołał do istnienia 17 nowych dekanatów, które od 1911 były wicedekanatami: chmielnicki, irządzki, kazimierski, książnicki, luborzycki, małogoski, pacanowski, pilicki, prandociński, proszowicki, sączowski, sędziszowski, skalbmierski, szczekociński, zadroski, zawierciański i żarecki. W 1918 diecezja kielecka liczyła 25 dekanatów, 254 parafie, 31 kościołów filialnych i 140 kaplic publicznych. 
Następne zmiany w organizacji terytorialnej diecezji kieleckiej wprowadziła bulla papieża Piusa XI Vixdum Poloniae unitas wydana 28 października 1925. Mocą bulli papieskiej została erygowana diecezja częstochowska, do której włączono cztery dekanaty z diecezji kieleckiej (będziński, sączowski, zawierciański i żarecki). Ta sama bulla włączyła dziesięć parafii biskupstwa kieleckiego do archidiecezji krakowskiej oraz dokonała zmiany granicy między diecezją kielecką i sandomierską, przyłączając do biskupstwa kieleckiego dekanat bodzentyński oraz część dekanatu zagnańskiego i słupniańskiego. W 1925 diecezja kielecka liczyła 220 parafii, 13 kościołów filialnych i 142 kaplice publiczne. 
Od 1925 diecezja kielecka była podzielona na 24 dekanaty, ich liczba nie uległa zmianie do 1939. Zwiększyła się natomiast w latach 1925-1939 liczba parafii do 232, kościołów filialnych do 20 i kaplic do 207.
II wojna światowa
Po napaści hitlerowskiej na Polskę w 1939 zachodnie krańce diecezji kieleckiej (wraz z Olkuszem) zostały wcielone do III Rzeszy, zaś pozostałe jej obszary znalazły się w granicach Generalnego Gubernatorstwa. Centralna część diecezji (z miastami Miechów, Skalbmierz, Wolbrom, Pińczów) należała do utworzonego przez Niemców dystryktu krakowskiego, natomiast jej rejony wschodnie (wraz z Kielcami) weszły do dystryktu radomskiego. Biskup Czesław Kaczmarek mianował do zarządu części diecezji włączoną do III Rzeszy wikariusza generalnego (był nim proboszcz parafii Olkusz), zaś pozostałą częścią diecezji położoną w Generalnym Gubernatorstwie biskup kielecki zarządzał do końca wojny osobiście.
W czasie II wojny światowej zostało zarekwirowane na cele militarne lub zniszczone ponad 160 dzwonów kościelnych z terenów diecezji. Niemiecki okupant dokonał zburzenia lub spalenia kilkunastu kościołów katolickich na terenie diecezji
Polska Rzeczpospolita Ludowa
W pierwszych dziesięcioleciach powojennych zmiany w organizacji dekanalnej były w diecezji kieleckiej nieznaczne. W 1949 biskup Kaczmarek erygował nowy dekanat wolbromski, zaś w 1958 powołał do istnienia 2 nowe dekanaty: chęciński i zagnański oraz w miejsce dekanatu pacanowskiego utworzył dekanaty z siedzibą w Busku-Zdroju i Nowym Korczynie. Po nieznacznych zmianach w organizacji dekanalnej dokonanych przez biskupa Kaczmarka diecezja liczyła 27 dekanatów i taka ich liczba utrzymywała się do początku lat osiemdziesiątych XX wieku. W pierwszych dekadach powojennych widoczny był nieznaczny wzrost ośrodków parafialnych. W 1946 funkcjonowało w diecezji kieleckiej 231 parafii, do 1969 ich liczba wzrosła do 241, a w 1975 było w diecezji 249 parafii. W latach 1946–1975 liczba kościołów filialnych nieznacznie się zmniejszyła z 14 do 13. Tworzono natomiast kościoły rektoralne; w 1975 było w diecezji kieleckiej 11 rektoratów.
W 1982 biskup kielecki Stanisław Szymecki zlikwidował dekanat zagnański i jednocześnie erygował pięć nowych dekanatów: Kielce Północ, Kielce Południe, Koniecpol, Koszyce i Wodzisław. Ponadto zmienił nazwę dotychczasowego dekanatu Kielce na dekanat Kielce Śródmieście. W lipcu 1984 biskup Stanisław Szymecki zniósł dotychczasowy dekanat olkuski i w jego miejsce ustanowił 2 dekanaty: Olkusz Północ i Olkusz Południe. Po zmianach w organizacji dekanalnej dokonanych przez biskupa Szymeckiego diecezja kielecka podzielona była na 32 dekanaty i taka ich liczba utrzymywała się do końca lat osiemdziesiątych. Po 1980 zaznaczył się w diecezji kieleckiej wydatny wzrost liczebny parafii. W latach 1981–1989 ich liczba zwiększyła się z 273 do 321. Najwięcej nowych parafii powstawało w miastach. W 1990 w Kielcach funkcjonowało 19 parafii (w 1975 8), w Busku-Zdroju, Pińczowie i Olkuszu po 3 parafie (w 1975 po 1).
III Rzeczpospolita
Ważne zmiany w organizacji terytorialnej diecezji kieleckiej dokonały się na początku lat dziewięćdziesiątych. 25 marca 1992 papież Jan Paweł II proklamował bullę Totus tuus Poloniae Populus, mocą tej bulli papież dokonał reorganizacji diecezji i prowincji kościelnych w Polsce. Decyzją papieża Jana Pawła II diecezja kielecka utraciła w 1992 dekanaty: Olkusz Południe, Olkusz Północ, Wolbrom oraz część pilickiego i sułoszowskiego. Natomiast w granicach diecezji kieleckiej pozostały następujące dekanaty: Bodzentyn, Busko-Zdrój, Chęciny, Chmielnik, Daleszyce, Jędrzejów, Kazimierza Wielka, Kielce Południe, Kielce Północ, Kielce Śródmieście, Koniecpol, Koszyce, Lelów, Małogoszcz, Miechów, Nowy Korczyn, Piekoszów, Pińczów, Proszowice, Sędziszów, Skalbmierz, Słomniki, Stopnica, Szczekociny, Wiślica, Włoszczowa, Wodzisław oraz część dekanatu pilickiego i sułoszowskiego. W czerwcu 1992 biskup Stanisław Szymecki erygował w diecezji dwa nowe dekanaty: w Skale i Żarnowcu, likwidując jednocześnie dekanat koszycki. Od tego czasu diecezja kielecka liczy 28 dekanatów. W latach 1993–1998 bp Kazimierz Ryczan utworzył 15 nowych parafii. Pod koniec 1998 funkcjonowało w diecezji kieleckiej 296 parafii.

## Instytucje diecezjalne
- Kuria diecezjalna
- Sąd biskupi
- Kapituła katedralna
- Kapituła kolegiacka w Wiślicy
- Kapituła kolegiacka w Miechowie
- Wyższe Seminarium Duchowne w Kielcach
- Caritas Diecezji Kieleckiej
- Archiwum diecezjalne w Kielcach
- Diecezjalne Studium Organistowskie
- Dom Księży Emerytów
- Muzeum Diecezjalne w Kielcach
- Wydawnictwo Jedność
- Diecezjalne Radio eM Kielce

## Biskupi
- Biskup diecezjalny: ks. bp Jan Piotrowski (od 2014)
- Biskup pomocniczy / wikariusz generalny: ks. bp Marian Florczyk (od 1998)
- Biskup pomocniczy / wikariusz generalny: ks. bp Andrzej Kaleta (od 2017)

## Główne świątynie[5]
- Bazylika katedralna Wniebowzięcia Najświętszej Maryi Panny w Kielcach
- Bazylika kolegiacka Narodzenia Najświętszej Marii Panny w Wiślicy
- Bazylika kolegiacka Grobu Bożego w Miechowie
- Bazylika św. Marcina w Pacanowie

## Sanktuaria[5]

### Sanktuaria Pańskie
- Sanktuarium Miłosierdzia Bożego (Parafia Miłosierdzia Bożego w Kielcach)
- Sanktuarium Jezusa Konającego w Bazylice św. Marcina w Pacanowie
- Sanktuarium Grobu Bożego w Bazylice Grobu Bożego w Miechowie
- Sanktuarium Męki Pańskiej w Kościele Klasztornym Norbertanek w Imbramowicach

### Sanktuaria Maryjne
- Sanktuarium Matki Bożej Płaczącej w Dzierzgowie
- Sanktuarium MB Łaskawej Kieleckiej w Bazylice katedralnej Wniebowzięcia NMP w Kielcach
- Sanktuarium MB Miłosierdzia w Kościele Narodzenia Najświętszej Maryi Panny w Piekoszowie
- Sanktuarium MB Loretańskiej w Kościele Zwiastowania Pańskiego w Piotrkowicach
- Sanktuarium MB Smardzowickiej w Kościele Matki Bożej Różańcowej i św. Małgorzaty w Smardzowicach
- Sanktuarium Matki Łaskawej w Szczaworyżu
- Sanktuarium NMP Bolesnej w Kościele św. Wita w Uniejowie-Parceli
- Sanktuarium Madonny Łokietkowej w Bazylice Narodzenia NMP w Wiślicy
- Sanktuarium MB Włoszczowskiej Opiekunki Rodzin w Kościele Wniebowzięcia NMP we Włoszczowie
- Sanktuarium MB Nawiedzenia w Kościele Niepokalanego Poczęcia Najświętszej Maryi Panny w Zielenicach

### Sanktuaria Świętych i Błogosławionych
- Sanktuarium św. Brata Alberta (Parafia św. Brata Alberta w Busku-Zdroju)
- Sanktuarium bł. Salomei Piastówny przy Kościele Najświętszej Marii Panny w Grodzisku
- Sanktuarium bł. Wincentego Kadłubka w Jędrzejowie
- Sanktuarium św. Józefa Opiekuna Rodziny w Kielcach
- Sanktuarium św. Kingi w Kościele św. Stanisława w Nowym Korczynie
- Sanktuarium św. Maksymiliana Marii Kolbego  (Parafia św. Maksymiliana Marii Kolbego w Wolicy-Tokarni)
- Sanktuarium bł. ks. Józefa Pawłowskiego (Parafia bł. Ks. Józefa Pawłowskiego z Grona 108 Męczenników we Włoszczowie)

## Patroni
- Święty Stanisław biskup i męczennik
- Błogosławiony Wincenty Kadłubek
- Święty Izydor Oracz
- Matka Boża Łaskawa Kielecka